# ستيف سبيرز
ستيف سبيرز (بالإنجليزية: Steve Speirs)‏ هو منتج أفلام وكاتب سيناريو وممثل بريطاني وويلزي، ولد في 22 فبراير 1965 في المملكة المتحدة.

## أعمال

### أفلام
- (1999)  تهديد الشبح[4][5][6]
- (2006) إيراغون[7]

## وصلات خارجية
- ستيف سبيرز على موقع IMDb (الإنجليزية)
- ستيف سبيرز على موقع ألو سيني (الفرنسية)
- ستيف سبيرز على موقع قاعدة بيانات الأفلام السويدية (السويدية)
- ستيف سبيرز على موقع قاعدة بيانات الفيلم (الإنجليزية)